# Clavulina dicymbetorum
Clavulina dicymbetorum é uma espécie de fungo pertencente à família Clavulinaceae.